# Rzyszczów (obwód wołyński)
Rzyszczów (ukr. Ржищів) – wieś na Ukrainie, w obwodzie wołyńskim, w rejonie łuckim, w hromadzie Marianówka. W 2001 liczyła 584 mieszkańców.
W okresie międzywojennym wieś znajdowała się w granicach II RP, wchodząc w skład gminy Brany w powiecie horochowskim, w województwie wołyńskim.
Do 2020 w rejonie horochowskim. 